# Technische Universität Lappeenranta

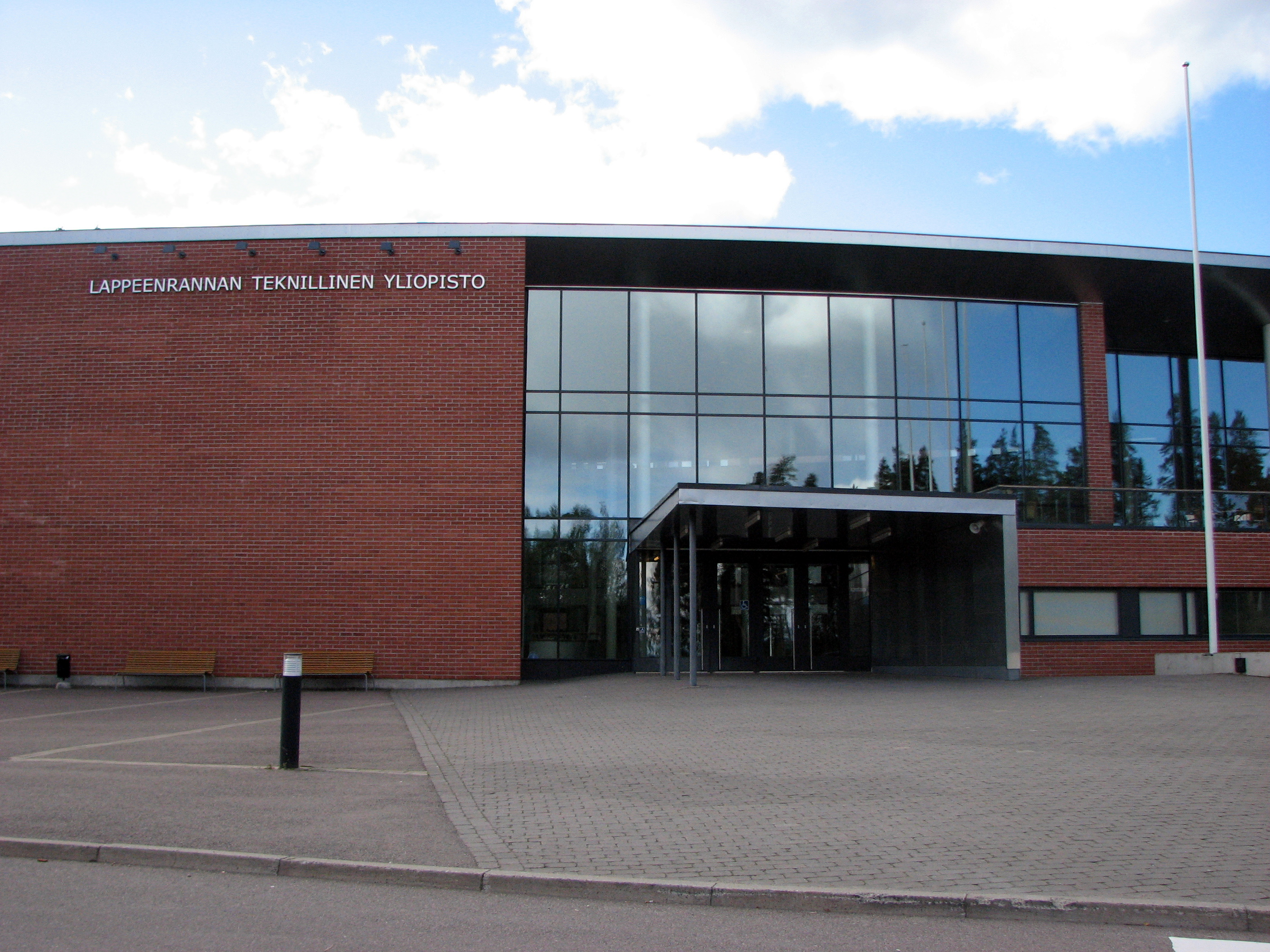
Technische Universität Lappeenranta

Die Technische Universität Lappeenranta (LUT) (finn. bis 2003: Lappeenrannan teknillinen korkeakoulu, LTKK, seit 2003: Lappeenrannan teknillinen yliopisto, LTY) ist eine staatliche finnische Universität in Lappeenranta. Es gibt ca. 7700 Studenten und etwa 1380 Angestellte (2023).

## Geschichte
1969 wurde die technische Hochschule teknillinen korkeakoulu gegründet und ist seitdem stetig gewachsen. Auf die Erweiterung um betriebswirtschaftliche Fächer in den 1990er Jahren folgte 2003 die Umbenennung in „Technische Universität“ (teknillinen yliopisto).

## Fakultäten
Es gibt drei Fakultäten mit neun Fachbereichen:
- Technische Fakultät
  - Energietechnologie
  - Chemische Technologie
  - Maschinenbau
  - Technische Mathematik und Technische Physik
  - Elektrotechnik
  - Umwelttechnologie
- Technologiemanagement
  - Betriebswirtschaftslehre
  - Informatik
- School of Business
  - School of Business

## Studentenleben
Wie für finnische Universitäten üblich, sorgen die Fachschaften für ein reichhaltiges Studentenleben. Überregional bekannt ist die LUT für Finnlands längstes Vappu, welches sich über einen Zeitraum von zwei Wochen erstreckt.